# Toshirō Nomura
| Entdeckte Asteroiden: 13 | Entdeckte Asteroiden: 13 | Entdeckte Asteroiden: 13 |
| ------------------------ | ------------------------ | ------------------------ |
| Nummer und Name          | Entdeckungsdatum         | Mitentdecker             |
| (4106) Nada              | 6. März 1989             | K. Kawanishi             |
| (4797) Ako               | 30. September 1989       | K. Kawanishi             |
| (5401) Minamioda         | 6. März 1989             | K. Kawanishi             |
| (5685) Sanenobufukui     | 8. Dezember 1990         | K. Kawanishi             |
| (5737) Itoh              | 30. September 1989       | K. Kawanishi             |
| (5872) Sugano            | 30. September 1989       | K. Kawanishi             |
| (5881) Akashi            | 27. September 1992       | M. Sugano                |
| (6155) Yokosugano        | 11. November 1990        | K. Kawanishi             |
| (6557) Yokonomura        | 11. November 1990        | K. Kawanishi             |
| (7178) Ikuookamoto       | 11. November 1990        | K. Kawanishi             |
| (8892) Kakogawa          | 11. September 1994       | M. Sugano                |
| (9580) Tarumi            | 8. Oktober 1989          | K. Kawanishi             |
| (10318) Sumaura          | 15. Oktober 1990         | K. Kawanishi             |

Toshirō Nomura (jap. 野村 敏郎, Nomura Toshirō; * 1954) ist ein japanischer Astronom.
Nomura ist der Entdecker oder Mitentdecker von derzeit 13 Asteroiden. Die meisten seiner Entdeckungen machte er zusammen mit Kōyō Kawanishi. Er lehrt Geowissenschaft an der Nada High School in Kōbe. Seit 1992 hat er mehrmals zusammen mit Kollegen den Ort des Tunguska-Ereignis besucht, um nach Meteoriten zu suchen. Als Leiter des Bezirks Kōbe der Oriental Astronomical Association nimmt er jede sich bietende Gelegenheit wahr um Astronomie in Japan populärer zu machen.
Der Asteroid (6559) Nomura wurde nach ihm benannt.